# Comuna Vesele, Luțk
Vesele (în ucraineană Веселе) este o comună în raionul Luțk, regiunea Volînia, Ucraina, formată din satele Verhî și Vesele (reședința).

## Demografie
Componența lingvistică a satului Vesele
     Ucraineană (98,9%)
     Alte limbi (0,86%)
Conform recensământului din 2001, majoritatea populației satului Vesele era vorbitoare de ucraineană (98,9%), existând în minoritate și vorbitori de alte limbi.